# Bibi Aisha
Bibi Aisha (paštunsky: بي بي عایشه; Bibi je výraz úcty, který znamená dáma) rozená Aisha Mohammadzai, legálně ve Spojených státech Aesha Mohammadzai (* 1991 Orúzgán) je Afghánka, která utekla od násilnického manžela s nímž byla nucena vstoupit do manželství, když jí bylo 14 let. Za svůj útěk byla uvězněna, zmrzačena a ponechána napospas smrti. Zachránila ji humanitární pracovnice a její příběh se objevil v amerických médiích jako příklad dopadů hrůzovlády Tálibánu na ženy.
Snímek zohavené Aishy od fotografky Jodi Bieberové, který byl uveřejněn na obálce časopisu Time, vyhrál cenu World Press Photo. Aisha od roku 2014 žije v Marylandu jako adoptivní dcera afghánsko-amerického páru.

## Život
Aisha se narodila v provincii Orúzgán v Afghánistánu. O matku přišla v útlém věku. Ve dvanácti letech ji otec slíbil bojovníkovi Tálibánu jako odškodnění za vraždu, kterou spáchal člen její rodiny. Tento zvyk zvaný baad je v paštunském právu obvyklou cestou k usmíření znepřátelených rodin. Ve čtrnácti letech byla nucena se za tohoto muže provdat a v šestnácti letech se přestěhovala k manželově rodině. Se svým manželem se však vůbec nesetkala, protože bojoval v Pákistánu. Aisha tak dva roky žila s tchánem a deseti švagry, kteří jí soustavně mučili a zneužívali. Po dvou letech se jí podařilo utéct, s čímž jí pomohly dvě sousedky, které ji však zradily, když se ji pokusily prodat jinému muži v Kandaháru. Zde je zatkla policie a Aisha byla pět měsíců vězněna za útěk od manžela, který je v Afghánistánu trestný. Po pěti měsících jí byla udělena milost prezidenta Karzáího. Poté byla navrácena ke svému otci, který ji vrátil rodině Aishina manžela, který se vrátil z Pákistánu, aby ji předvedl před kmenový soud za zostuzení své rodiny. Padl rozsudek, že Aisha za trest přijde o uši a nos. Vykonavatelem trestu byl její manžel. Aishin tchán, manžel a tři další muži z rodiny odvezli Aishu do hor, uřízli jí nos a uši a nechali ji zde umírat. Odplazila se do domu svého strýce, ale pomoc jí byla odmítnuta. Azyl jí nakonec nabídli její otec a dědeček, kteří ji přivezli na americkou vojenskou základnu.

### Na obálce časopisu Time

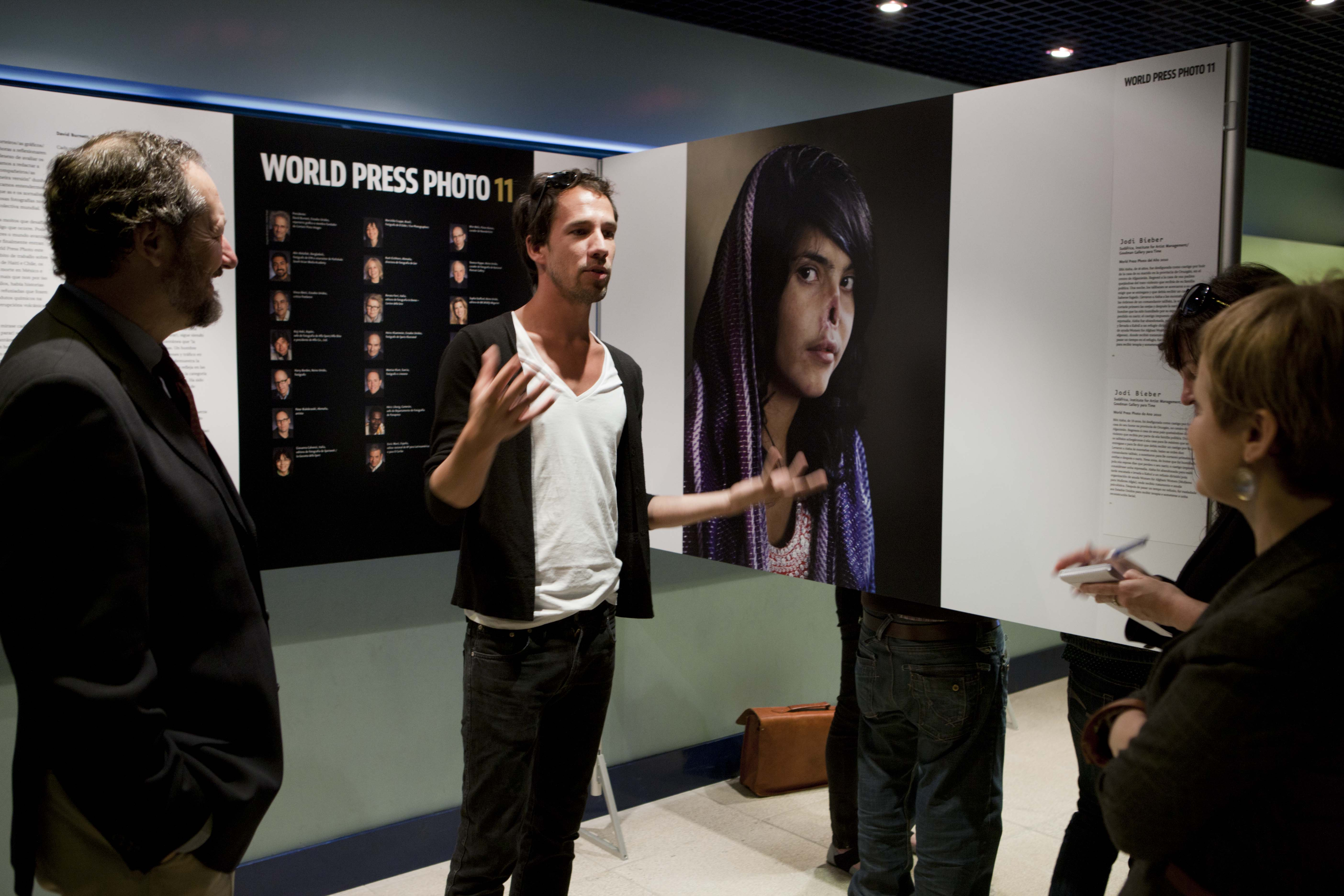
Aishin portrét na výstavě World Press Photo 2011

Aishin příběh se poprvé objevil v deníku The Daily Beast v prosinci 2009. To přimělo mnoho lékařů nabídnout bezplatnou pomoc a rekonstrukční operace. Nadace The Grossmann Burn Foundation v Kalifornii přislíbila provést potřebné operace a na jaře 2010 začala připravovat vše potřebné pro Aishino vízum.
V březnu 2010 o Aishině příběhu informovala Diane Sawyer z ABC News, která se k němu vrátila v roce 2014.
V srpnu 2010 se Aisha objevila na obálce časopisu Time a v příslušném článku „Afghánské ženy a návrat Tálibánu”. Fotografie Aishiny znevořené tváře na obálce vyvolal obrovskou mezinárodní kontroverzi. Fotografie a doprovodný název obálky „Co se stane, když opustíme Afghánistán” podnítily debatu o afghánské válce. Autorkou fotografie je jihoafrická fotografka Jodi Bieberová, která za ni v roce 2010 získala cenu World Press Photo. Snímek někdy bývá přirovnáván k fotografii afghánské dívky Šarbat Guly, kterou pořídil Steve McCurry.

### Život ve Spojených státech
Krátce po zveřejnění Aishiny fotografie na obálce časopisu Time v srpnu 2010, byla Aisha letecky přepravena do Spojených států, kde podstoupila bezplatnou rekonstrukční operaci. Po příjezdu do Kalifornie u ní došlo k psychické regresi, psychogenním neepileptickým záchvatům, záchvatům paniky a sebepoškozování, které si vyžádaly hospitalizaci. Vzhledem k událostem, kterým byla vystavena, lékaři usoudili, že ještě není dostatečně stabilní na vyčerpávající rekonstrukční operaci, a tato traumata způsobila, že trpí hraniční poruchou osobnosti. Zatímco se operace odkládala, ujal se jí útulek Women for Afghan Women v newyorském Queensu. Aishin stav se po změně léků zlepšil a záchvaty ustaly. Později se její psychický stav zlepšil natolik, že mohla přestat užívat léky na kontrolu svého chování. Od roku 2012 začaly přípravy na vícestupňovou rekonstrukci obličeje. Během několika měsíců jí bylo rozšířeno čelo, aby bylo k dispozici dostatek tkáně pro vytvoření nového nosu. Struktura nového nosu byla vybudována s použitím chrupavky z jejího vlastního těla a na vnitřní výstelku byla použita tkáň z její levé ruky. Aisha podstoupila celkem 12 operací. V roce 2014 se ABC News k Aishe vrátila a odhalila, jak její nový nos změnil její vzhled.
Aisha byla adoptována afghánsko-americkým párem a od roku 2014 žije v Marylandu, studuje angličtinu a matematiku a touží se stát policistkou.